# Aufpflasterung

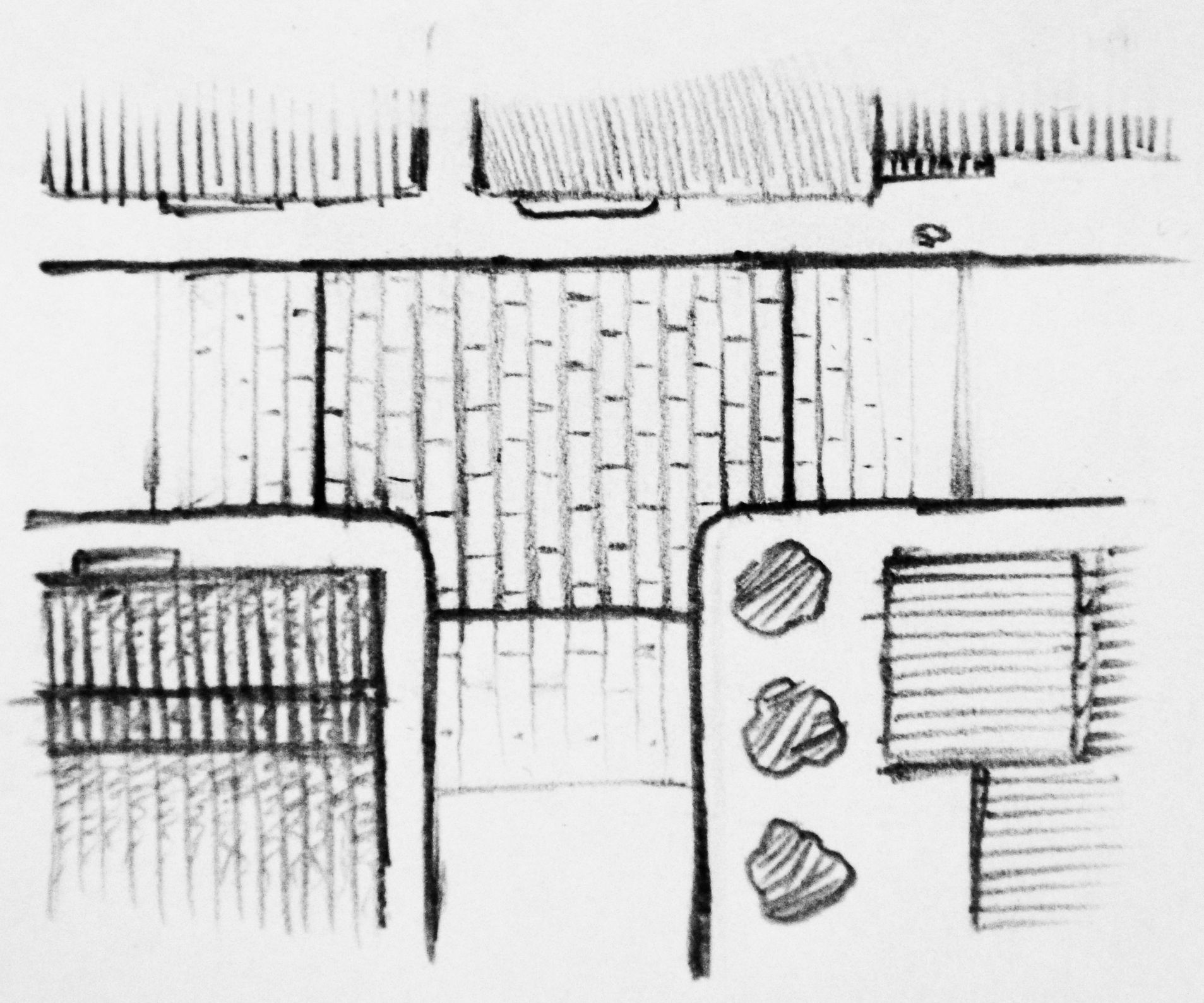
Skizze einer Aufpflasterung

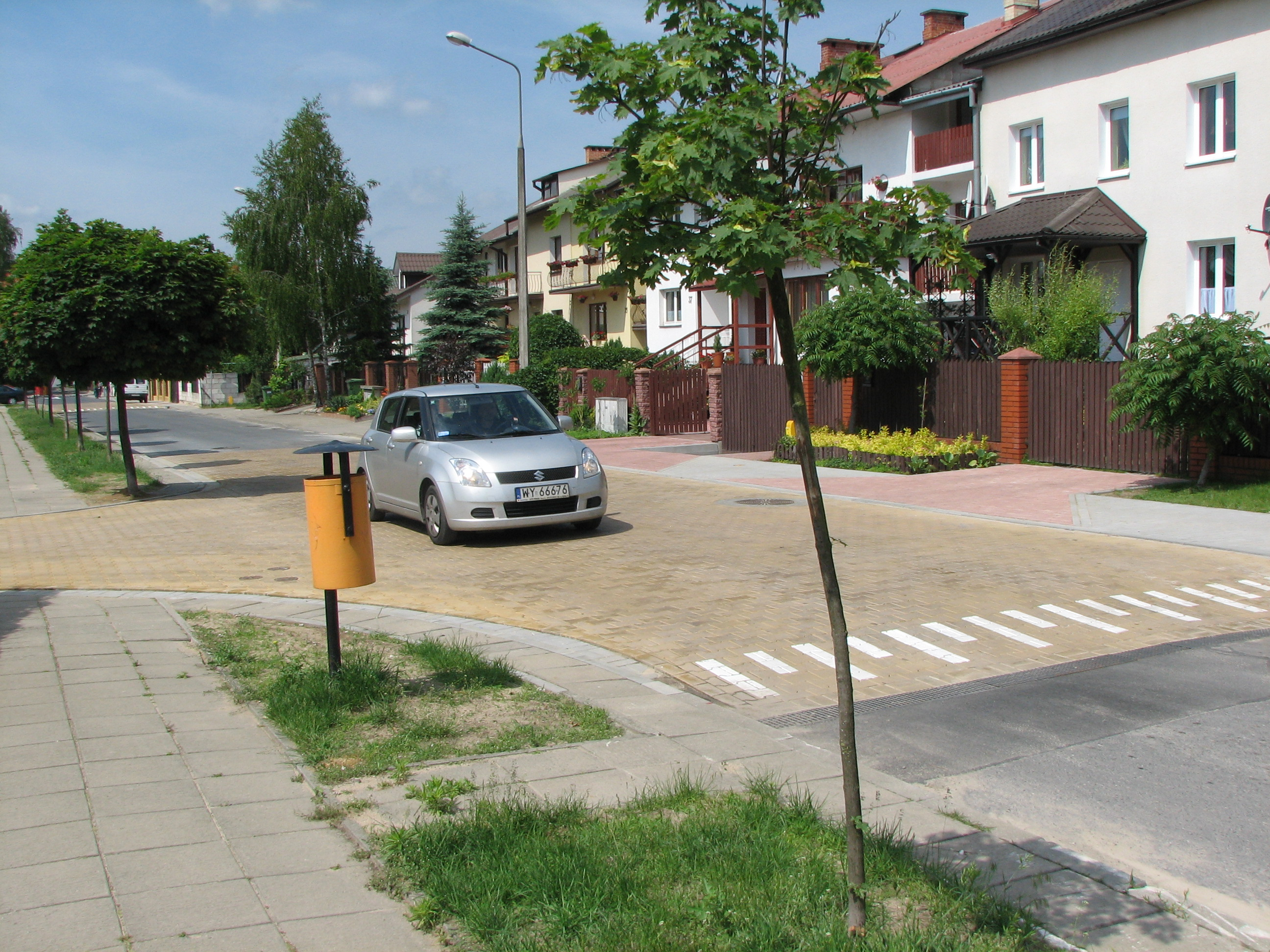
Aufpflasterung im Einmündungsbereich

Aufpflasterungen sind bauliche Maßnahmen zur Verkehrsberuhigung. Es handelt sich dabei um eine Anhebung der Fahrbahn annähernd auf Gehwegniveau (8 bis 10 cm). Sie kann entweder auf gerader Strecke oder im Kreuzungs- bzw. Einmündungsbereich angeordnet sein. Die Länge der Aufpflasterung ist unterschiedlich gestaltet, liegt jedoch nicht unter 5 Meter, da ansonsten die Gefahr besteht, dass Fahrzeuge mit geringer Bodenfreiheit aufsetzen und dadurch Schaden nehmen. Die Rampen werden mit einer Neigung von 1:10 bis 1:5 ausgeführt und optisch deutlich gekennzeichnet (Fahrbahnmarkierung oder auffälliges Pflaster).
Es werden drei verschiedene Arten von Aufpflasterungen unterschieden:
- Teilaufpflasterung auf ganzer Fahrbahnbreite
- Plateauaufpflasterung mit seitlichem Abstand
- Geteilte Plateauaufpflasterung mit Zwischenraum

Aufpflasterungen sind fahrdynamisch und optisch wirksam und erzielen so eine Verlangsamung der Fahrgeschwindigkeit. Für Fußgänger entsteht mit Hilfe von Aufpflasterungen zudem eine bequeme Querungsstelle ohne Höhenunterschied. Für Kritik sorgen der verminderte Fahrkomfort für den Verkehr (insbesondere Linienbusse, Rettungsfahrzeuge und Radfahrer) und die verstärkte Lärmentwicklung im Bereich der Aufpflasterung. Aufgrund dieser negativen Aspekte werden Aufpflasterungen in Hauptverkehrs- und Sammelstraßen nicht eingebaut, sondern nur in weniger befahrenen Wohn- und Erschließungsstraßen.

## Normen und Standards
Deutschland
- Merkblatt über bauliche Maßnahmen zur Verkehrsberuhigung

Schweiz
- SN 640 213 Entwurf des Strassenraumes; Verkehrsberuhigungselemente